# .pro
A .pro egy szponzorált internetes legfelső szintű tartomány kód, melyet 2001-ben hoztak létre. Működtetéséért a Registry Services Corporation felelős. 
A .pro oldal regisztrációs díja 350 dollárba kerül.

## Második szintű tartománykódok
- law.pro – ügyvédeknek.
- med.pro – orvosoknak.
- cpa.pro – könyvelőknek.